# 伊利沙伯中學
伊利沙伯中學（英語：Queen Elizabeth School，簡稱QES、QE、伊中），位於九龍旺角，是香港一所官立英文中學，由英治香港政府於1954年創辦。該校佔地面積為14000平方米，設有24間課室，現任校長是余國建。

## 歷史
1950年代，香港人口增加，導致學生難以入讀英文中學。有見及此，香港政府於1954年決定創辦香港第一所官立男女英文中學，並把校址設於洗衣街與太子道西交界。
由於校舍尚未建成，該校於1954年9月開始借用英皇書院香港島般咸道校舍開辦下午校。1955年10月，該校位於旺角的校舍在港督葛量洪夫人的主持下正式開幕。
為讓學生能夠有更多戶外活動的機會，該校於1960年代在家長教師委員會的捐款資助下，在西貢斬竹灣建設香港首個校營，並於1962年9月在港督柏立基的長女芭芭拉主持下開幕。

## 學生成就

### 香港中學會考
1998年，羅家豪在香港中學會考奪得「十優」，並於2000年香港高級程度會考考獲「七優」，合共獲得17優，由於最後一屆開放予日校考生的會考和高級程度會考已分別於2010年和2012年完結，他至今仍是紀錄保持者。

### 香港中學文憑考試
2021年，梁博賢成為該校首位香港中學文憑考試狀元，在7科考獲最高級別的5**。2022年，謝承臻成為該校首位超級狀元，在7科考獲最高級別的5**，並在數學延伸部分同樣考獲5**。兩人同樣入讀香港中文大學的內外全科醫學士課程 – 環球醫學領袖培訓專修組別。

## 風評
作為一所英文中學，該校多年來都是家長選擇中學時的其中一所心儀中學，因此競爭非常激烈。2003年，該校在自行選校階段出現十七人爭一學額的情況。2007年，該校更接獲超過八百人報名，出現二十一人爭一學額的情況。

## 相關事件

### 營火會搶火事故
2013年7月，該校三十多位學生到校營進行營地管理員訓練期間，有高年級學生向學弟妹示範起營火期間，一名中四女學生為了助燃，向正燃燒的柴枝添加酒精，發生搶火事故，火舌直撲向圍觀學生，導致兩名中三女生閃避不及被燒傷。兩名女生被送往威爾斯親王醫院搶救，其中就讀中三的莊嘉敏面部、頸部及腳部被燒傷，情況危殆。事故發生後，該校啟動危機小組，開會跟進事件，同時輔導目擊意外的同學。教育局局長吳克儉回應傳媒時表示，該校正就事件撰寫詳細報告，而教育局一向有提供《戶外活動指引》，當局也會派出教育心理學家及社工到校提供協助。
2014年5月，有中一學生家長向傳媒投訴，指校方事隔10個月仍未交代調查結果，又指早前營舍出現停電問題，但校方仍舉行中一日營，質疑校方漠視學生安全。校方回應時表示因保險條款所限，不能提供任何資料，但會提升校營活動安全。
2015年1月，兩名受傷學生由父親代表，入稟香港高等法院，指校方疏忽導致意外發生，向校方索償。校方其後表示暫時不會回應事件。

### 佔領行動
2014年，佔領行動在香港爆發。有學生質疑校方阻撓學生宣傳政改，指出校方禁止學生派發黃絲帶，只准放在校門讓學生自取，但亦不得在校內佩戴，又表明不會批准學生以罷課為由告假。校方回應時表示會按校規處理，將罷課學生記錄為缺席，並表示校規規定不可胡亂佩戴任何飾物，但掛在書包或課室則無問題。
同年12月，該校270名學生、舊生、家長和前教職員在報章發表聯署聲明，批評該校校友袁國強作為律政司司長，縱容政府藉法院解決政治問題，借民事禁制令清場，並親自與申請禁制令一方開會，令人遺憾，敦促他正視真普選訴求，不要失職逃避及決策要秉持良知。袁國強回應時表示不認同有關人士的說法，指出不可能阻止民事權利被侵佔的持份者申請禁制令，而參與會議的目的是更有效、便利為警方提供相關的法律意見。

### 反修例運動
2019年9月3日，為聲援反修例運動，該校約100名舊生及在學學生於校門前組成人鏈，表達訴求。同月9日，該校與港九潮州公會中學舊生及在學學生響應聯校人鏈活動，組成人數達三百多人的人鏈，表達爭取五大訴求的決心。
同年11月，該校反修例關注組向伊利沙伯二世發表公開信，並把信件郵寄至白金漢宮。信中內容提及英國與香港在歷史、文化、政治及經濟上有緊密連繫，希望對方可以與香港「站在一起」，一起捍衛民主與自由，並指出希望英國訂立《香港人權與民主法案》，以回應中華人民共和國違反《中英聯合聲明》。校方其後發表聲明，批評有人以學生名義宣揚政治立場，做法不負責任及不可接受，強調公開信不代表學校立場，並重申學校是學生學習的地方，不應用作為表達政治訴求的平台。

### 偷拍裙底事件
2022年9月，該校有畢業生向傳媒表示，曾於年初懷疑被同屆同學偷拍裙底。該名男學生被指控於年初多次偷拍至少十名女同學的裙底，涉及校內外多個場所，如圖書館、課室、商場扶手電梯等。部分受害學生曾向校方求助，但校方被指處理不當，未能妥善跟進事件。雖然男學生承認偷拍其中兩名學生，但校方以「無證據」為由，未進一步調查其他受害者的指控，並建議部分學生「算數」。她們亦表示校方未向受害者交代對男學生的具體懲處，亦未要求男學生向所有受害者道歉。校方雖稱可協助報警，但部分受害學生自行報警後，因證據不足未被受理。
校方回應傳媒時表示稱已按程序處理，並諮詢警方意見，但以隱私為由拒絕透露詳情。教育局則表示未接獲投訴，但已向學校了解，稱校方已諮詢執法部門意見。警方則表示旺角警區未接獲相關報案，將與學校保持聯繫。風雨蘭總幹事王秀容批評學校未正式調查，做法草率，可能導致證據滅失，並對受害者造成「二度傷害」。她亦指出該校網站未公開詳細的「性騷擾投訴處理流程」，而現有的一般投訴程序在此事件中未被嚴格執行。她建議學校需定期為教職員和學生作出培訓，提高對性騷擾的認知和意識。
其後，校方向家長發公告，表示不會就個別學生的行為回應，同時指出訓輔組已按一貫程序了解及跟進個案，期間已諮詢警方，及與涉事的學生及家長面談，講解校方的處理方法。校方亦表示對所有個案都會作出即時跟進，及為學生提供行為及情緒上的支援。同月29日，警方在牛頭角區一個單位內，以涉嫌非法拍攝或觀察私密部位，拘捕一名18歲姓林本地男子。

## 外部連結
- 伊利沙伯中學（页面存档备份，存于）